# David Sombé
David Sombé (Parigi, 24 aprile 2000) è un velocista francese.

## Biografia
Si è messo in mostra agli europei under 23 di Tallinn 2021 vincendo l'oro nella staffetta 4×400 m, con El-Mir Reale, Téo Andant e Ludovic Oucéni, realizzando il primato europeo under 23.
Ai mondiali di Budapest 2023 si è laureto vice campione iridato nella staffetta 4×400 m, con Ludvy Vaillant, Gilles Biron, Téo Andant e Loïc Prévot. In finale ha realizzato il primato nazionale della disciplina grazie al tempo di 2'58"45.

## Palmarès
| Anno | Manifestazione | Sede      | Evento      | Risultato  | Prestazione | Note                                            |
| ---- | -------------- | --------- | ----------- | ---------- | ----------- | ----------------------------------------------- |
| 2021 | Europei U23    | Tallinn   | 4×400 m     | Oro        | 3'05"01     | Miglior prestazione europea stagionale under 23 |
| 2023 | Mondiali       | Budapest  | 4×400 m     | Argento    | 2'58"45     |                                                 |
| 2024 | World Relays   | Nassau    | 4×400 m     | Batteria   | dnf         |                                                 |
| 2024 | Europei        | Roma      | 400 m piani | Semifinale | 45"36       | Miglior prestazione personale stagionale        |
| 2024 | Europei        | Roma      | 4x400 m     | 4º         | 3'01"43     |                                                 |
| 2025 | World Relays   | Guangzhou | 4x400 m     | 4º         | 2'58"80     |                                                 |